# Himantura jenkinsii
Himantura jenkinsii  (лат.) — вид рода хвостоколов из семейства хвостоко́ловых отряда хвостоколообразных надотряда скатов. Они обитают в тропических водах Индийского и в западной части Тихого океана. Встречаются на глубине до 50 м. Максимальная зарегистрированная ширина диска 130 см. Грудные плавники этих скатов срастаются с головой, образуя ромбовидный диск, ширина которого превосходит длину. Рыло слегка заострённое. Хвост длиннее диска. Кожные кили на хвостовом стебле отсутствуют. От области вокруг глаз до основания хвоста пролегает полоса сердцевидных чешуй. В средней части расположены более крупные копьевидные шипы. Окраска дорсальной поверхности диска ровного жёлто-коричневого цвета. К хвосту диск приобретает серый оттенок. Вентральная поверхность белая. 
Подобно прочим хвостоколообразным Himantura jenkinsii размножаются яйцеживорождением. Эмбрионы развиваются в утробе матери, питаясь желтком и гистотрофом. В помёте 1—3 новорожденных. Рацион этих скатов состоит в основном из ракообразных и мелких костистых рыб. Являются объектом целевого промысла. Мясо используют в пищу, ценятся также хрящи и шкура. 

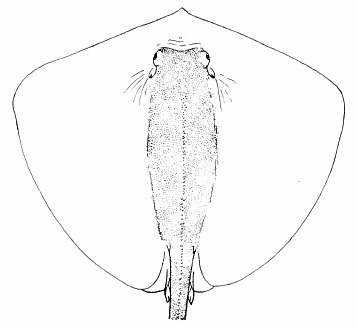
Оригинальное изображение Himantura jenkinsii

## Таксономия и филогенез
Впервые новые вид был описан на основании особи с диском шириной 1 м, пойманной на глубине 42—49 м неподалёку от Ганджама, Индия, как  Trygon jenkinsii. Он был назван в честь доктора Дж. Тревиса Дженкинса, научного консультанта по рыболовному промыслу правительства Бенгалии, сопровождавшего экспедицию парохода «Голден Краун», в ходе которой был получен описываемый экземпляр. Этих хвостоколов часто путают с Himantura fai.
Himantura jenkinsii входит в комплекс видов, образованный Himantura toshi, Himantura astra, Himantura fai, семибугорчатым хвостоколом, Himantura leoparda, Himantura uarnak и Himantura undulata.
В 1984 году у побережья ЮАР был описан хвостокол, очень похожий внешне на Himantura jenkinsii и отличавшийся  только наличием пятен на заднем крае диска. Подобные пятнистые скаты встречаются в Арафурском море, в море Сулу, в водах Суматры и у западного побережья Шри-Ланки. Ведущие таксономисты в предварительном порядке классифицировали H. draco как пятнистая морфа Himantura jenkinsii.

## Ареал и места обитания
Himantura jenkinsii широко, но неравномерно распространены в тропических водах Индо-Тихоокеанской области. Они обитают у юго-восточного побережья Африки, включая Мадагаскар, у острова Сокотра, в водах Южной и Юго-Восточной Азии, включая Филиппины, Новой Гвинеи и у северного побережья Австралии от Нингалу до залива Карпентария. Эти донные рыбы встречаются у берега на глубине до 100 м, хотя обычно не опускаются глубже 50 м. Предпочитают песчаное дно. Заплывают в солоноватые воды.

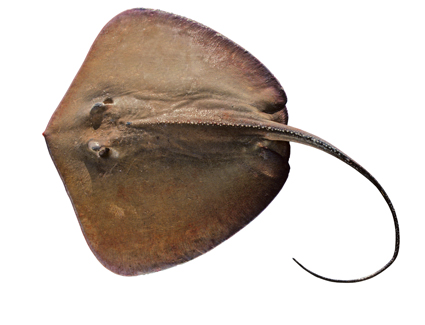
Дорсальная поверхность диска этих хвостоколов окрашен в ровный жёлто-коричневый цвет.

## Описание
Грудные плавники этих скатов срастаются с головой, образуя ромбовидный плоский диск, ширина которого в 1,1—1,2 раза превышает длину, края плавников («крыльев») широко закруглены. Треугольное рыло формирует тупой угол, его заострённый кончик выступает за края диска. Позади среднего размера глаз расположены овальные брызгальца, которые превышают их по размеру. На вентральной поверхности диска имеются 5 пар жаберных щелей, рот и тонкие, длинные ноздри. Между ноздрями пролегает лоскут кожи с бахромчатым нижним краем. Рот изогнут в виде дуги, на дне ротовой полости присутствуют 4 отростка. Мелкие притуплённые зубы выстроены в шахматном порядке и образуют плоскую поверхность.
Брюшные плавники маленькие и довольно узкие. Цилиндрический, сильно утончающийся к кончику  хвост немного превышает ширину диска. Кожные складки на хвостовом стебле отсутствуют. На дорсальной поверхности в центральной части хвостового стебля расположен тонкий шип, соединённый протоками с ядовитой железой. Иногда у скатов бывает до 3 шипов. Периодически шип обламывается и на их месте вырастает новый. Дорсальная поверхность диска имеет зернистую фактуру и плотно покрыта крошечными сердцевидными чешуйками, которые располагаются широкой полосой от области между глаз до хвоста. В центральной части диска расположены один или два ряда крупных копьевидных колючек. За исключением пятнистых морф окраска дорсальной поверхности диска ровного жёлто-коричневого цвета. Хвост позади шипа серого цвета. Вентральная поверхность диска белая. Максимальная зарегистрированная ширина диска 150 см, а общая длина 3 м.

## Биология
Himantura jenkinsii встречаются как поодиночке, так и группами. У них наблюдается сегрегация по полу. 
Основу рациона этих скатов составляют мелкие костистые рыбы, также они охотятся на ракообразных. В водах Мозамбика одну особь данного вида наблюдали в сопроождении Dasyatis microps. На этих хвостоколах паразитируют ленточные черви Dollfusiella ocallaghani, Parachristianella baverstocki, P. indonesiensis и Pterobothrium platycephalum.

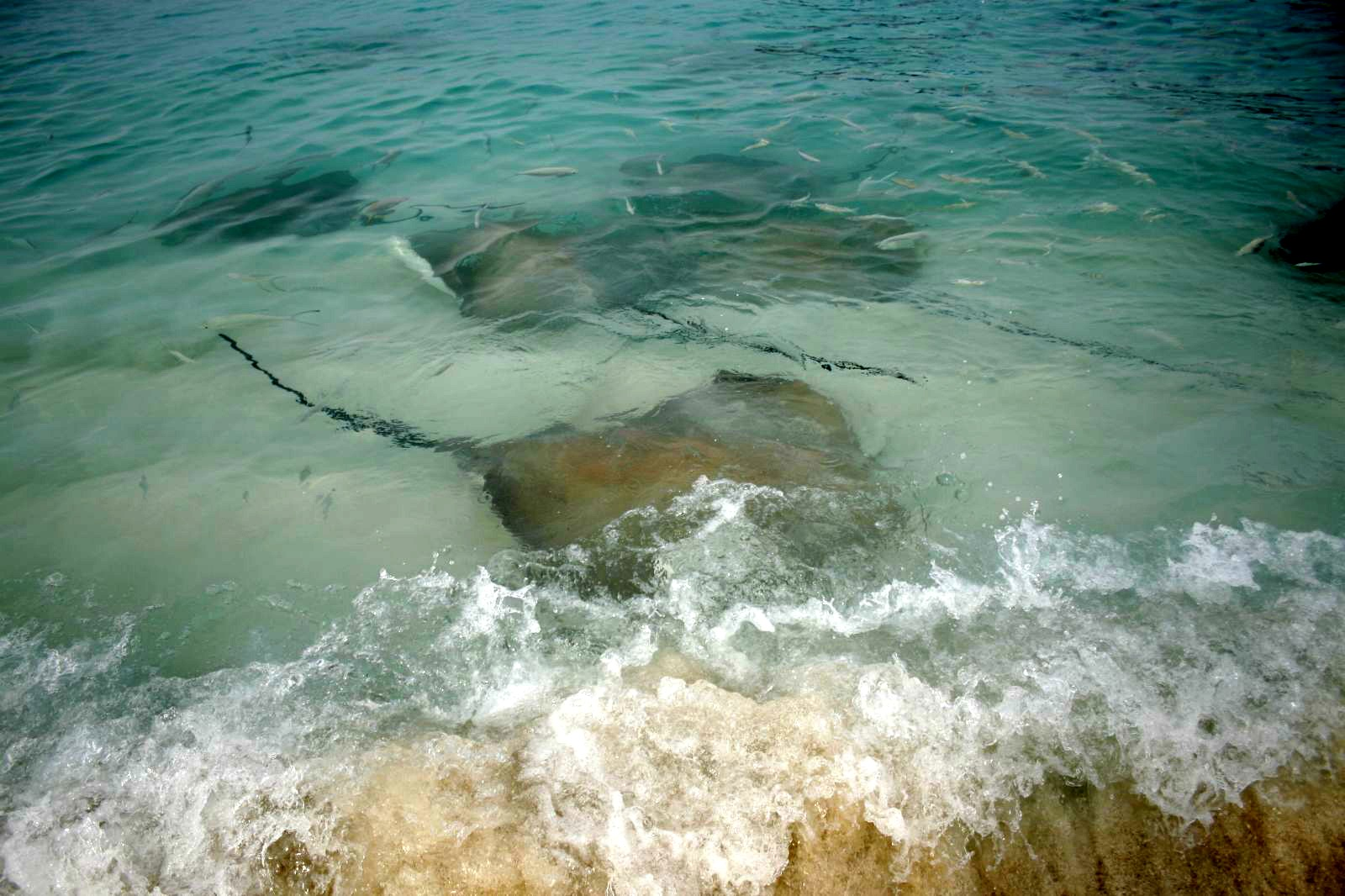
Himantura_jenkinsii на пляже. Мальдвские острова.

Подобно прочим хвостоколообразным Himantura jenkinsii  относится к яйцеживородящим рыбам. Эмбрионы развиваются в утробе матери, питаясь желтком и гистотрофом. Ширина диска новорожденных составляет 20—27 см. У самцов половая зрелость наступает при достижении ширины диска 75—85 см.

## Взаимодействие с человеком
Himantura jenkinsii являются объектом целевого лова. Из-за эффектных колючек их шкура высоко ценится. Кроме того, используют мясо и хрящи. Этих скатов добывают с помощью неводов, донных тралов, жаберных сетей и ярусов. Они попадаются в качестве прилова при коммерческом промысле акулохвостов. Несмотря на недостаток данных известно, что в целом численность этих скатов снижается. У северного побережья Австралии этот вид относительно защищён за счёт обязательного применения устройств, препятствующих отлову морских черепах, поэтому в этом регионе Международный союз охраны природы присвоил ему статус сохранности «Вызывающий наименьшие опасения», тогда как в Юго-Восточной Азии — «Уязвимый». 